# Mordella marginata lineata
Mordella marginata lineata es una subespecie de coleóptero de la familia Mordellidae.

## Distribución geográfica
Habita en Pennsylvania (Estados Unidos).